# Pierre de Fouquières
Pour les articles homonymes, voir Famille Becq de Fouquières et Fouquières.
Augustin Pierre Becq de Fouquières, né le 28 février 1868 à Paris 8e et mort le 17 février 1960 à Biarritz, est un diplomate et ministre plénipotentiaire français.

## Biographie

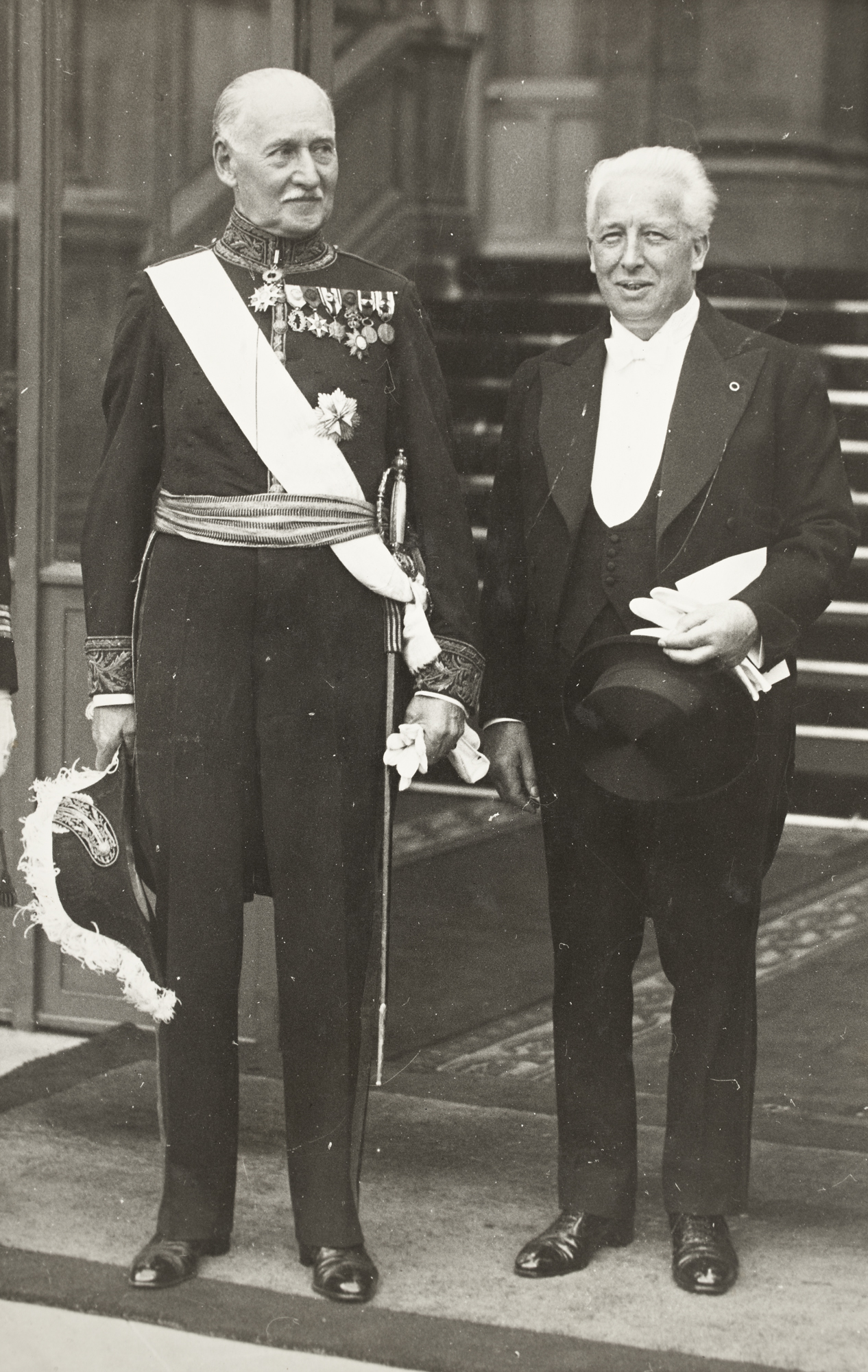
de Fouquières avec Art O'Briain (représentant l'Irlande) au Palais de l'Élysée dans les années 1930.

Pierre est le second fils de Louis Becq de Fouquières (1831-1887) et Hélène de Groiseilliez (1836-1925), et le neveu du peintre Marcellin de Groiseilliez. Ses frères sont Jacques (1866-1945) et André de Fouquières (1874-1959), homme de lettres.
Pierre de Fouquières commence à se destiner à la peinture. Juliette Massenet le présente à Philippe Crozier, chef du protocole et introducteur des ambassadeurs, qui lui propose de le seconder. Il entre alors dans la carrière diplomatique, au service du Protocole, service qu'il dirigera ultérieurement pendant 17 ans et qu'il ne quittera que pour prendre sa retraite,.

## Postérité
Le roi d’Espagne Alphonse XIII présente à Pierre de Fouquières sa filleule Carmen de Bellechasse, qu’il épouse le 6 janvier 1906 
à Madrid, 
et dont il aura deux enfants: Gérard (1906-1979) et Marie-Hélène (1909-1970).

## Carrière
- 1896 : attaché au Service du Protocole ;
- 19 décembre 1900 : secrétaire d'ambassade honoraire ;
- 8 janvier 1920 : chef du Service du Protocole et Introducteur des ambassadeurs près le Président de la République ;
- 9 juin 1920 : ministre plénipotentiaire de deuxième classe ;
- 24 octobre 1924 : ministre plénipotentiaire de première classe ;
- 30 septembre 1937 : mise à la retraite.

Pierre de Fouquières participera à quelques missions diplomatiques jusqu’à sa sortie définitive de la carrière en 1940.
Pierre de Fouquières fut grand officier de la Légion d’honneur et membre du Conseil de l’Ordre.
Il fut aussi officier de l’ordre des Palmes académiques.

## Sources
- André Delavenne (directeur), Recueil généalogique de la bourgeoisie ancienne, préface du duc de Brissac, éditeur : S.G.A.F., Paris, 1954,  2 volumes, 446 pages (« [Première Série] ») + 445 pages (« Deuxième Série »), 32 cm : volume « [Première Série] », page 62, notice « Becq de Fouquières ».
- Béatrice et Michel Wattel (en collaboration avec l’équipe rédactionnelle du Who’s Who in France), Who’s who in France : XXe siècle : dictionnaire biographique des Français disparus ayant marqué le XXe siècle, première édition, 2001, Levallois-Perret, éditeur :  Jacques Lafitte, 2040 pages, 31 cm,  (ISBN 2-85784-039-X) : notice « Fouquières Augustin, Pierre Becq de ».